# Peruaanse griel
De Peruaanse griel (Hesperoburhinus superciliaris synoniem Burhinus superciliaris) is een vogel uit de familie van grielen (Burhinidae).

## Verspreiding en leefgebied
Deze soort komt voor van zuidelijk Ecuador tot noordelijk Chili.